# معماری خصمانه

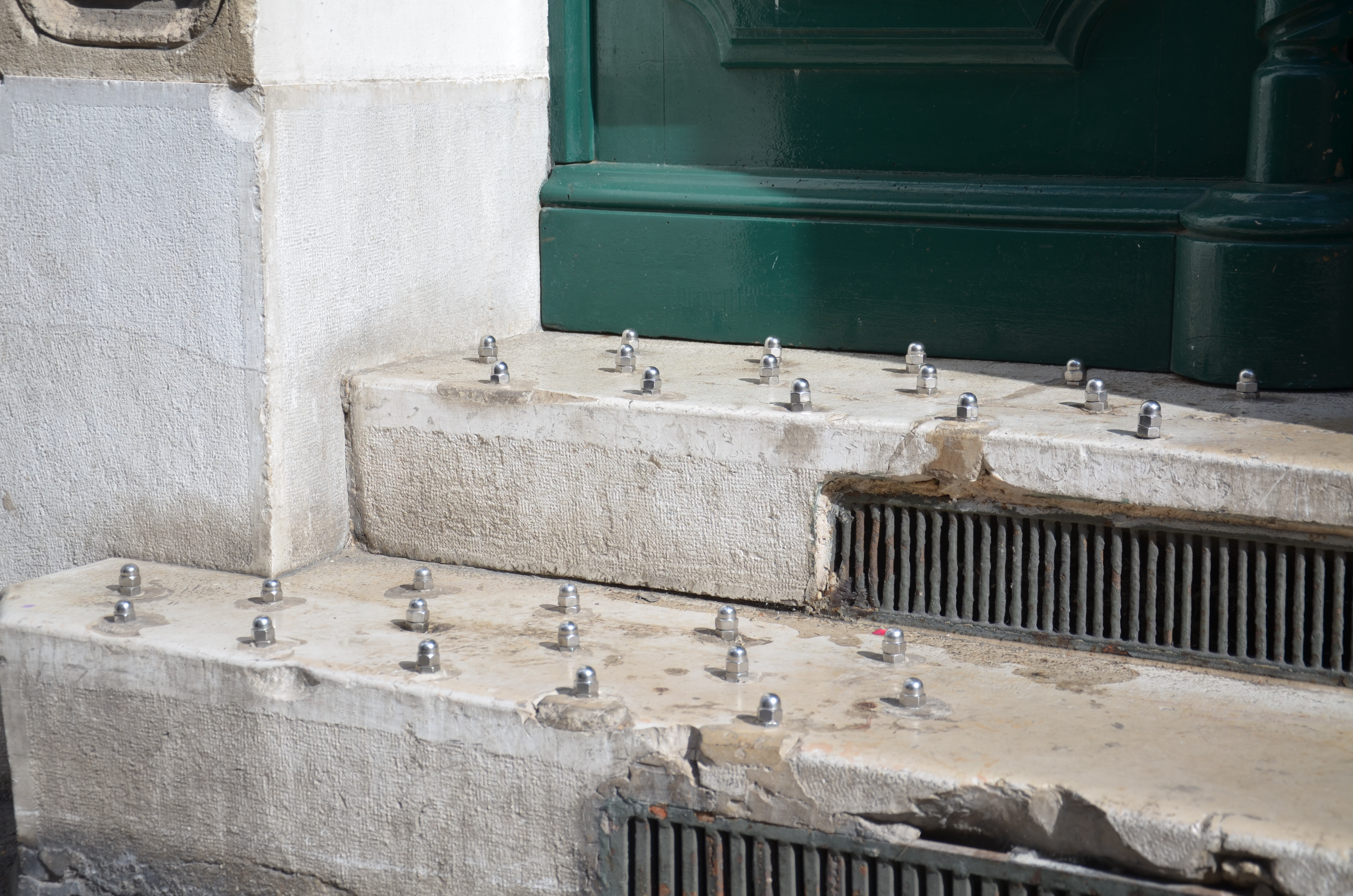
پیچ و مهره‌های نصب شده در پله‌های جلویی ساختمان برای جلوگیری از نشستن و خوابیدن

معماری خصمانه (به انگلیسی: Hostile Architecture)؛ یک استراتژی بحث‌برانگیز طراحی شهری است که از عناصر محیط ساخته شده برای هدایت هدفمند رفتار استفاده می‌کند. همچنین به عنوان معماری ناخوشایند یا معماری دفاعی شناخته شده‌ است، اغلب افرادی را هدف قرار می‌دهد که بیش از دیگران از فضاهای عمومی استفاده می‌کنند یا به آن متکی هستند، مانند جوانان، افراد فقیر و بی‌خانمان‌ها، با محدود کردن رفتارهای فیزیکی که می‌توانند انجام دهند.
اصطلاح معماری خصمانه اغلب با مواردی مانند «میخ‌های ضد-بی‌خانمان» مرتبط است – گل‌میخ‌هایی که در سطوح صاف تعبیه شده‌اند تا خوابیدن روی آن‌ها را ناراحت‌کننده و غیرعملی کنند. این شکل از معماری بیشتر در مناطق شهری و پرجمعیت یافت می‌شود. اقدامات دیگر عبارتند از طاقچه‌های شیب‌دار برای جلوگیری از نشستن افراد. نیمکت‌هایی با تکیه‌گاه بازو که برای جلوگیری از خوابیدن افراد روی آن‌ها قرار دارند. آب پاش‌هایی که به طور متناوب پاشش می‌کنند. و سطل‌های زبالۀ عمومی با دهانه‌های ناخوشایند کوچک برای جلوگیری از ورود زباله‌های حجیم. معماری خصمانه همینطور برای جلوگیری از اسکیت‌بورد سواری، دوچرخه‌سواری بی‌ام‌اکس، اسکیت درون‌خطی، ریختن زباله، پرسه‌زنی، ادرار در ملأ عام، و تخطی به زمین، و به عنوان نوعی کنترل آفات استفاده می‌شود.
اگر چه اصطلاح «معماری خصمانه» اخیراً مطرح شده است، اما استفاده از مهندسی عمران برای دستیابی به مهندسی اجتماعی جدید نیست: سوابقی چون منحرف‌کننده‌های ادرار در سدۀ ۱۹ میلادی و برنامه‌ریزی شهری در ایالات متحدۀ آمریکا است که برای اعمال «جداسازی نژادی» طراحی شدند. رابرت موزز، شهرساز آمریکایی، محدوده‌ای از پارک‌وی ایالت جنوبی لانگ آیلند را با پل‌های سنگی کم ارتفاع طراحی کرد تا اتوبوس‌ها نتوانند از زیر آن‌ها عبور کنند. این امر، بازدید از ساحلی را که صاحبان خودروهای ثروتمندتر می‌توانستند از آن بازدید کنند، برای افرادی که به حمل و نقل عمومی متکی بودند، عمدتاً آمریکایی‌های آفریقایی‌تبار، دشوارتر می‌کرد. در خارج از ایالات متحدۀ آمریکا، تغییر طراحی فضای عمومی به منظور کنترل اجتماعی نیز دارای سابقۀ تاریخی است: خیابان‌های باریک پاریس در سدۀ ۱۹ میلادی فرانسه برای کمک به سرکوب اعتراضات توسط ارتش تعریض شدند.

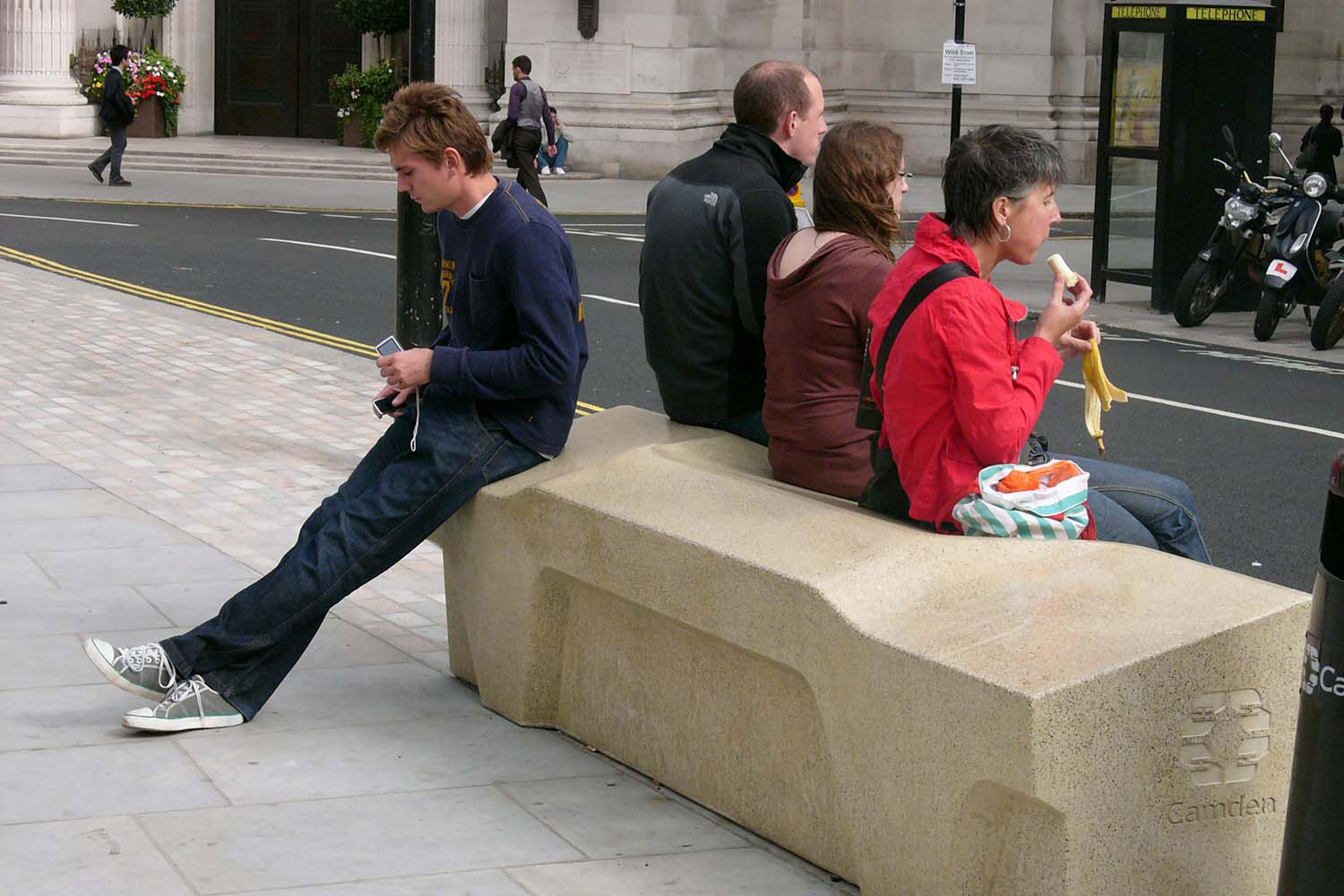
نیمکت کامدن در لندن، نمونه‌هایی از طراحی خصمانه